# Mer de Petchora
Ne doit pas être confondu avec baie de la Petchora.
Pour les articles homonymes, voir Petchora.
La mer de Petchora (russe : Печо́рское мо́ре, ou Pechorskoï More) est une étendue d'eau située au sud-est de la mer de Barents, au nord-ouest de la Russie. La limite occidentale de la mer est l'île Kolgouïev, tandis qu'elle est délimitée à l'est par les côtes occidentales de l'île Vaïgatch et la péninsule Iougorski, et au nord par l'extrémité sud de la Nouvelle-Zemble.
La profondeur de la mer de Petchora est relativement faible, sa profondeur moyenne n'étant que de 6 m. Sa profondeur maximale est de 210 m. Dans la partie méridionale de la mer de Petchora, la courant Kolgouïev coule en direction de l'est. La mer comporte quelques îles situées à proximité des côtes, la plus importante d'entre elles étant l'île Dolgui.
La mer de Petchora est recouverte par la banquise de novembre à juin. Le principal fleuve se déversant dans la mer étant la Petchora.

## Sources et bibliographie
- (en) Encyclopædia Britannica
- (en) Salve Dahle, « Benthic fauna in the Pechora Sea »(Archive.org • Wikiwix • Archive.is • Google • Que faire ?), in Oslo Database. Norwegian Polar Institute; Polar Environmental Centre; Akvaplan-niva, Tromso, Norway, 10 septembre 2004
- (en) Benthic fauna
- C. Michael Hogan (2008) Polar Bear: Ursus maritimus, Globaltwitcher.com, éd. Nicklas Stromberg
- (en) Oil and Gas Resources in North-West Russia, 2008
- (en) S. A. Ogorodov, Human impact on coastal stability in the Pechora Sea, 2004
- (en) Leonid Sverdlov (membre de Société géographique de Russie), Russian naval officers and geographic exploration in Northern Russia.
- (en) C. Raymond Beazley, The Russian Expansion Towards Asia and the Arctic in the Middle Ages (to 1500). The American Historical Review